# Sad Movies (Make Me Cry)
Singles de Sue Thompson
Norman
(1962)
Sad Movies (Make Me Cry) est une chanson de la chanteuse de pop et country américaine Sue Thompson.
Sortie en single sur le label Hickory Records en 1961, cette chanson atteint la 5e place aux États-Unis (dans le classement Billboard Hot 100, pour la semaine du 23 octobre). Elle figurera aussi sur l'album de Sue Thompson Meet Sue Thompson, qui sortira l'année suivante.

## Composition
La chanson est écrite par John D. Loudermilk.

## Reprises
La chanson a été reprise par de nombreux artistes, notamment par Sylvie Vartan et par Michele Richard  en français sous le titre Quand le film est triste.